# Phil Cade
Philip Cade (12 de junho de 1916 – 28 de agosto de 2001) foi um automobilista norte-americano que participou do Grande Prêmio dos Estados Unidos de 1959 de Fórmula 1, mas não largou.